# Steven Seagal
Steven Frederic Seagal (Lansing (Michigan), 10 april 1952)
is een Amerikaanse acteur, bekend van het actiegenre. Naast acteur is hij ook muzikant, producent, scenarist, beoefenaar van gevechtssporten en plaatsvervangend sheriff. Hij heeft de 7e dan in aikido, wat ook regelmatig terug te vinden is in zijn acteerwerk. 

## Levensloop
Seagal heeft een Joodse vader Stephen (een wiskundeleraar) en een Ierse katholieke moeder Patricia (technicus). Seagal begon al op jonge leeftijd met vechtsporten en in de jaren zeventig haalde hij verschillende prijzen in de aikidoklassen. 
Als jongvolwassene werd Seagal aikido-instructeur in Japan, en werd hij de eerste buitenlander die ooit een dojo zou beheren in Japan. Later zou hij naar Los Angeles verhuizen, te Californië. Na begin jaren tachtig een tijd lijfwacht geweest te zijn, werd hij ontdekt door een agent van een auditiebureau die wel iets in hem zag en hem zijn eerste filmrol bezorgde in de film Above the Law, ook wel bekend als Nico. In bijna elke film speelt hij een soldaat of politieagent.
Vele jaren genoot Seagal bekendheid, die nog groter werd door zijn rol in de film Under Siege in 1992, waarin hij Casey Ryback speelde, een Navy SEAL. 
Latere films als On Deadly Ground (1994) en Under Siege 2: Dark Territory (1995) deden het slechter in de bioscoop. In het eerste decennium van de 21e eeuw speelde Seagal vooral in direct-to-dvd-films; van de 24 films draaiden de meeste niet of slechts in enkele landen in de bioscoop. Sinds 2010 is hij weer meer op het grote scherm te zien, zoals in Machete van regisseur Robert Rodriguez.
Ook begon Seagal met het maken van twee televisieseries. True Justice is een actieserie waarvan veel dubbelafleveringen rond 2011 als films uitgegeven zijn. De andere serie, Steven Seagal: Lawman, is een realityserie die Seagal volgt in zijn activiteiten als hulpsheriff in Jefferson Parish Louisiana.
Seagal is ook actief als muzikant. Zo is hij de oprichter van de band Thunderbox, en heeft hij al twee albums opgenomen waarin hij zingt en gitaar speelt. Ook is hij actief in de milieubeweging, wat ook zichtbaar was in de films On Deadly Ground, waarin hij de olievervuiling op de kaart bracht, en de film Fire Down Below, waarin het illegaal dumpen van chemisch afval belicht werd. Ook is hij dierenactivist en een supporter van de 14e dalai lama Tenzin Gyatso, en steunt hij de Tibetaanse vrijheidsbeweging.
Naast de Amerikaanse nationaliteit bezit Seagal sinds 2016 ook de Servische en de Russische nationaliteit. Op 26 oktober 2022 is door de CSCE een verzoek tot sancties tegen Steven Seagal ingediend op de volgende gronden: publiekelijk steunen van de Russische oorlog tegen Oekraïne, het goedkeuren van Poetins agressieve bezettingspolitiek en het erkennen van de Krim als Russisch grondgebied.

### Privé
In de jaren zeventig trouwde Seagal met de Japanse Miyako Fujitani, met wie hij twee kinderen kreeg. In 1987 trouwde hij met actrice Kelly LeBrock, met wie hij drie kinderen kreeg. In 1996 ging het echtpaar uit elkaar, nadat Seagal een dochter had verwekt bij nanny Arissa Wolf. Anno 2012 is hij met de Mongoolse danseres Erdenetuya Batsukh gehuwd, met wie hij in 2010 een zoon kreeg. Seagal heeft zich naast zijn zeven biologische kinderen over een Tibetaans meisje ontfermd.
De belangrijkste lama van de nyingmatraditie, Penor Rinpoche, proclameerde hem in 1998 tot de reïncarnatie van een 17e-eeuwse zoeker van manuscripten. In die hoedanigheid staat Seagal sinds 1998 bekend als Chungdrag Dorje Rinpoche.
Hij werd diverse keren beschuldigd van seksueel wangedrag en werd genoemd tijdens de Me Too-periode.

## Filmografie
- Beyond the Law (2019) – Augustino 'Finn' Adair
- General Commander (2019) – Jake Alexander
- Contract to Kill (2018) – Harmon
- Attrition (2018) – Axe
- China Salesman (2017) – Lauder
- Killing Salazar (2017) – Harrison
- End of a Gun (2016) – Decker
- The Asian Connection (2016) – Gan Sirankiri
- Sniper: Special Ops (2016) - Jake Chandler
- Contract to Kill (2016) – John Harmon
- Killing Salazar (2016) – John Harrison
- The Perfect Weapon (2016) – The Director
- Code of Honor (2016) – Robert Sikes
- Absolution (2015) – John Alexander
- Gutshot Straight (2014) – Paulie Trunks
- A Good Man (video, 2014) – John Alexander
- Force of Execution (2013) – John Alexander
- Maximum Conviction (2012) – Cross
- True Justice (televisieserie, 2010–2012) – Elijah Kane
- Machete (2010) – Torrez
- Born to Raise Hell (2010) – Robert 'Bobby' Samuels
- Steven Seagal: Lawman (televisieserie, 2009–2010, 2014) – zichzelf
- A Dangerous Man (video, 2009) – Shane Daniels
- Driven to Kill (video, 2009) – Ruslan Drachev
- Against the Dark (video, 2009) – Tao
- The Keeper (2009) – Roland Sallinger
- Kill Switch (video, 2008) – Jacob Stillwell
- Pistol Whipped (video, 2008) – Matt Conlin
- Urban Justice (video, 2007) – Simon Ballister
- The Onion Movie (2008) – Cock Puncher
- Flight of Fury (video, 2007) – John Sands
- Attack Force (video, 2006) – Marshall Lawson
- Shadow Man (video, 2006) – Jack Foster
- Mercenary for Justice (video, 2006) – John Seeger
- Black Dawn (video, 2005) – Jonathan Cold
- Today You Die (video, 2005) – Harlan Banks
- Submerged (video, 2005) – Chris Cody
- Into the Sun (2005) – Travis Hunter
- Out of Reach (video, 2004) – William Lansing
- Clementine (2004) – Jack Miller
- Belly of the Beast (video, 2003) – Jake Hopper
- Out for a Kill (video, 2003) – Prof. Robert Burns
- The Foreigner (2003) – Jonathan Cold
- Half Past Dead (2002) – Sasha Petrosevich
- Ticker (2001) – Frank Glass
- Exit Wounds (2001) – Orin Boyd
- The Patriot (1998) – Dr. Wesley McClaren
- Fire Down Below (1997) – Jack Taggart
- The Glimmer Man (1996) – Lt. Jack Cole
- Executive Decision (1996) – Lt. Colonel Austin Travis
- Under Siege 2: Dark Territory (1995) – Casey Ryback
- On Deadly Ground (1994) – Forrest Taft
- Under Siege (1992) – Casey Ryback
- Out for Justice (1991) – Detective Gino Felino
- Marked for Death (1990) – John Hatcher
- Hard to Kill (1990) – Mason Storm
- Above the Law (1988) – Nico Toscani

- Bibsys: 98041678
- Biblioteca Nacional de España: XX1057854
- Bibliothèque nationale de France: cb14024837n (data)
- Gemeinsame Normdatei: 134829573
- International Standard Name Identifier: 0000 0001 1453 8205
- Library of Congress Control Number: no96006459
- Nationale Bibliotheek van Letland: 000347996
- MusicBrainz: ab57a164-f30f-4aa5-8687-22abdbaeee44
- Nationale Bibliotheek van Tsjechië: xx0033563
- Nationale Bibliotheek van Israël: 987007386958005171
- Nationale Bibliotheek van Polen: a0000001617381
- Nederlandse Thesaurus van Auteursnamen: 164373772
- Système universitaire de documentation: 181332302
- Virtual International Authority File: 102338104
- WorldCat: E39PBJqKckV346YDtT4MDY8V4q